# Lajeosa (Oliveira do Hospital)
Lajeosa ou Lageosa (na antiga grafia) é uma povoação portuguesa do Município de Oliveira do Hospital que foi sede da extinta Freguesia de Lajeosa, freguesia que tinha 5,00 km² de área e 553 habitantes (2011), e, por isso, uma densidade populacional de 110,6 hab./km².
A União das freguesias de Lagos da Beira e Lajeosa foi constituída em 2013, no âmbito da Reorganização administrativa do território das freguesias (Lei n.º 11-A/2013 de 28 de janeiro), pela agregação das antigas freguesias de Lagos da Beira e Lajeosa.

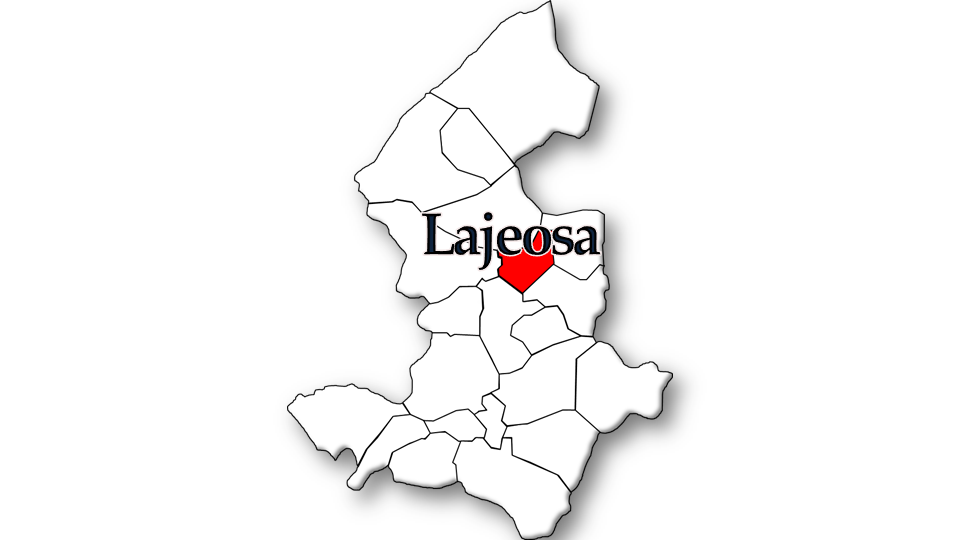
Localização no Município de Oliveira do Hospital

## População

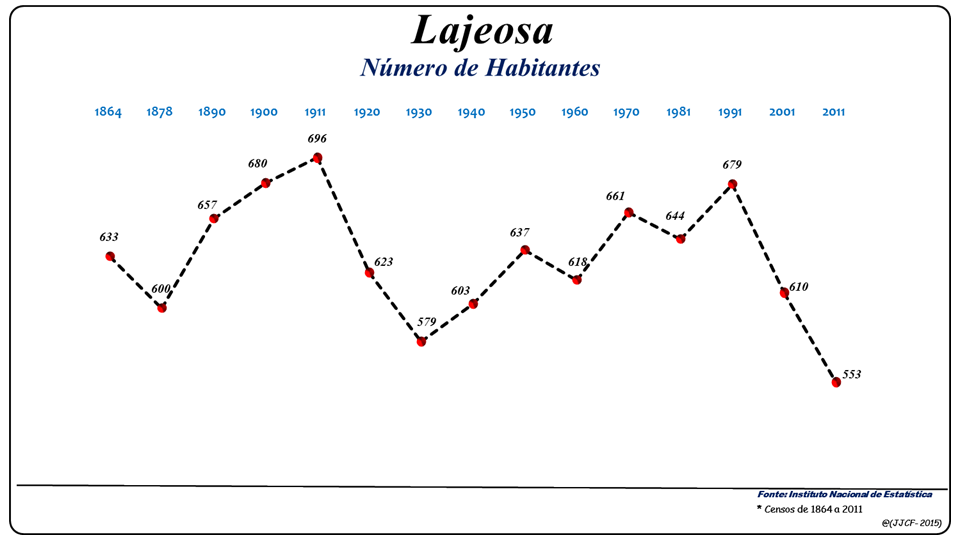
Evolução da População (1864 a 2011)

| População da freguesia de Lajeosa | População da freguesia de Lajeosa | População da freguesia de Lajeosa | População da freguesia de Lajeosa | População da freguesia de Lajeosa | População da freguesia de Lajeosa | População da freguesia de Lajeosa | População da freguesia de Lajeosa | População da freguesia de Lajeosa | População da freguesia de Lajeosa | População da freguesia de Lajeosa | População da freguesia de Lajeosa | População da freguesia de Lajeosa | População da freguesia de Lajeosa | População da freguesia de Lajeosa |
| --------------------------------- | --------------------------------- | --------------------------------- | --------------------------------- | --------------------------------- | --------------------------------- | --------------------------------- | --------------------------------- | --------------------------------- | --------------------------------- | --------------------------------- | --------------------------------- | --------------------------------- | --------------------------------- | --------------------------------- |
| 1864                              | 1878                              | 1890                              | 1900                              | 1911                              | 1920                              | 1930                              | 1940                              | 1950                              | 1960                              | 1970                              | 1981                              | 1991                              | 2001                              | 2011                              |
| 633                               | 600                               | 657                               | 680                               | 696                               | 623                               | 579                               | 603                               | 637                               | 618                               | 661                               | 644                               | 679                               | 610                               | 553                               |

## História

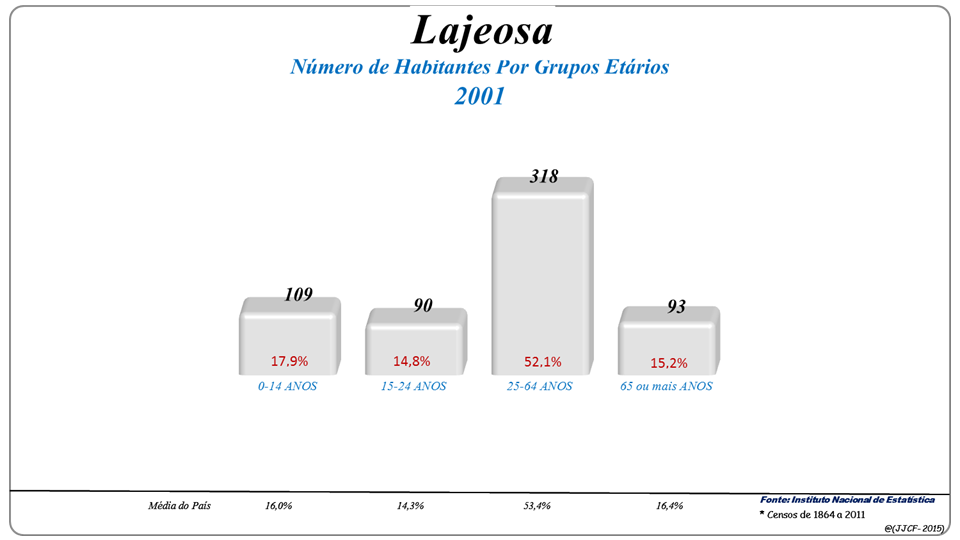
Grupos Etários (2001 e 2011)

A freguesia da Lajeosa foi desmembrada da freguesia de Lagos (da Beira). Trata-se também de uma das mais freguesias mais pequenas do Município de Oliveira do Hospital, e a mais pequena das freguesias da periferia da Cidade. Lajeosa terá mesmo beneficiado de estatuto Municipal, não se conhecendo, porém, com precisão a data e o período da atribuição dessa qualidade. Confirma-se, todavia, pelo Cadastro da População do Reino de 1527, que chegou a ser sede de concelho, embora durante pouco tempo. A referência mais antiga que se conhece de Lajeosa consta das Inquirições - inquéritos ordenados por alguns reis de Portugal, para averiguar a legitimidade das terras possuídas pela nobreza. Nas Inquirições de 1258 consta que esta freguesia pertencia, por honra, à ordem de Avis ou Calatrava. Chegou também a ser um curado da apresentação do prior de Lagos. Ainda no século XVI a freguesia de Lajeosa surge integrada no concelho de Vila do Casal, onde se manteve até à sua extinção a 6 de Novembro de 1836, data em que transita para o concelho (atual município) de Oliveira do Hospital.

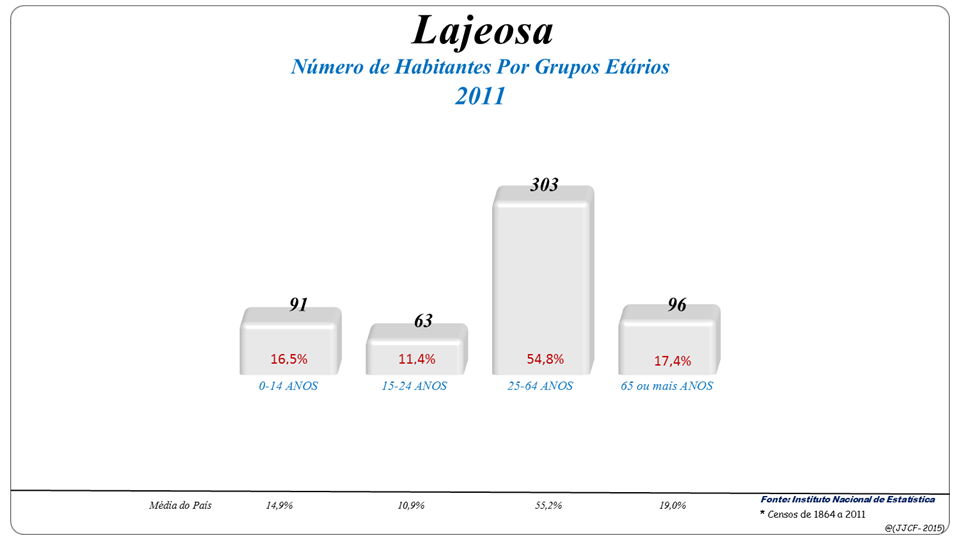
Grupos Etários (2001 e 2011)

## Património
- Igreja de Nossa Senhora da Expectação (matriz)
- Casa setecentista (e capela)
- Ruínas da capela da Malhadoura
- Fonte Velha
- Alminhas da Fonte Velha

## Povoações
- Lajeosa
- Quinta do Poeiro